# Anicla praecox
Anicla praecox là một loài bướm đêm trong họ Noctuidae.